# 拉克羅斯 (喬治亞州)
拉克羅斯（英語：La Crosse）是位於美國喬治亞州施萊縣的一個非建制地區。該地的面積和人口皆未知。

## 地理
拉克羅斯的座標為32°11′13″N 84°14′25″W / 32.18694°N 84.24028°W，而該地的平均海拔高度為157米（即515英尺）。